# Pick Szeged Zrt.
A Pick Szalámigyár, hivatalos nevén Pick Szeged Zrt. egy szegedi székhelyű élelmiszeripari cég.

## Története
Szegeden mindig is jelentős volt a házisertés-hizlalás, a paprikatermelés pedig a török hódoltság idején honosodott meg, szalámiipara régi múltra tekint vissza. 1869-ben Pick Márk terménykereskedő céget alapított, és ahogy hasonló termény- és paprikakereskedések tették, néhány mázsás tételben telente szalámit is készített. 1883-ban olasz szakmunkások alkalmazásával külön szalámimanufaktúrát hozott létre (Pick Márk Szalámigyár). Eleinte a szalámit lóbélbe töltötték (ezt néhány évtizeddel később cellulóz alapú anyagra cserélték), különlegessége volt a finom fűszerkeverék és a nemespenész, amit ecsettel kentek simára. Az alapító 1892-es halála után felesége, majd 1906-tól legidősebb fia, Jenő is belépett az igazgatásba, aki 1934-től már egyedül irányította. A 20. század elején a gyár a Felső-Tisza-parton, a Zsótér és Maros utca közötti részen működött, ekkor már évi 25-30 vagon szalámit gyártottak, és több rangos kitüntetést is elnyertek termékükkel.
A második világháború alatti szövetséges légitámadások a Szalámigyárat nem pusztították el. A cég akkoriban kiterjedt élelmiszeripari tevékenységet folytatott, így hentesáru- és húskonzerv-, zsírolvasztó-, gyümölcskonzervgyártó, sőt libabontó üzemet is működtetett. A város bevétele után a gyár, az ország sok fontos gyárához hasonlóan, a Vörös hadsereg számára is termelt, amely biztosította a nyersanyagellátást. A magyar–szovjet áruforgalmi egyezmény keretében paradicsomsűrítményt és gyümölcslekvárt gyártott, a szalámi- és hentesárugyártás háttérbe szorult, de több száz sertést hizlaltak. 1948 márciusában a vállalatot államosították. Pick Jenőt, a Szegedi Szalámigyár akkori tulajdonosát internálták, az üzem élére munkásigazgatót neveztek ki. 1949-re a dolgozók létszáma már csaknem 300-ra bővült a háború utáni 60-70-ről, az újraindított szalámigyártás mellett hentesáru és tőkehús is a termékek közé került. A manufakturális szalámikészítésről áttértek a nagyüzemi gyártásra, akkoriban még csak a hideg évszakban, vagyis téli idénymunkásokkal. A belföldi ellátásra szánt csemegeszalámi-sorral már egész évben üzemeltek, egyre fejlettebb technológiával. Az 1950-es évek közepére már több mint 400 munkást alkalmaztak, 1957-ben 112 vagon téliszalámit, 109 vagon csemegeszalámit és 24 vagon gyulai kolbászt gyártottak. Az évi 140 millió forintos termelés egyharmada kivitelre ment.
1958-ban a gyár téliszalámija a brüsszeli világkiállításon nagydíjas lett. Ezután a mennyiség növelését célozták meg a bővülő exportigények kielégítésére. Ugyanabban az évben a szalámigyárhoz csatolták a Szegedi Vágóhidat és a Szegedi Hűtőipari Vállalatot. 1959-től 1965-ig kilencvenmilliós korszerűsítést hajtottak végre. Ennek eredményeként nőtt a gyártott téliszalámi mennyisége, aminek kétharmada exportra ment. A rekonstrukció során beszerzett Krämer-Grebe gépsor – az összeaprított hús teknőkben történő gyúrásának és érlelésének százéves, nehéz fizikai munkát igénylő hagyományát megszüntetve – közvetlen bélbe töltötte, s a klimatizált térben végzett technológiával úgy is érlelte. A húsbontás hagyományos, késsel végzett szakmunkájáról a betanított munkások által is kezelhető gyűrűs csontozókések alkalmazására tértek át. Emeltek egy 40 méter magas toronyépületet, amelyben egy „Marton-féle” klímaberendezéssel az érlelés az időjárástól függetlenül egész évben lehetővé vált, 70%-kal növelve a gyár kapacitását. Emelkedett a téliszalámit rendelő államok száma, Európán kívül is. A kivitel 1950–1968 között évenként megduplázódott, a termelés évi 500 vagonnyira emelkedett, ebből 320 exportra került. 1963-ban Csongrád megyei húsipari vállalatokat, 1969-ben állatforgalmi vállalatokat csatoltak a gyárhoz, amely végül Csongrád megyei Állatforgalmi és Húsipari Vállalat néven működött tovább az ország legnagyobb vidéki húsipari vállalataként.
1971-ben két új sertéshizlalda épült, de a növekvő bel- és külföldi igényeket így sem tudták kielégíteni. 1972–74 között több mint egymilliárd forintos beruházást hajtottak végre: a város szélén, az egykori vágóhíd helyén új szalámigyárat építettek. Ez évi 256 ezerrel több sertés levágását tette lehetővé, és 550 vagon szalámival, továbbá 220 vagon húskészítménnyel emelte a gyártókapacitást. Elkészült a laboratórium, és az irodaház is. A város legmagasabb ipari létesítményével, a 63 méteres szalámiérlelő-toronnyal 1976-ban befejeződött a bővítés, a cég szalámielőállító kapacitása évi 1000 vagonra, sertésvágása félmillió fölé nőtt. 1977-től a szalámitermelés meghaladta a tízezer tonnát, évi 570 ezerre nőtt a sertés- és 26 ezerre a szarvasmarhavágás. Évi hétezer tonna szalámi kivitelre került. A gyár bruttó termelési értéke abban az évben meghaladta a hárommilliárd forintot, ami 200 millió forintos tiszta profitot jelentett.
1981-ben a Tisza-parti üzemben korszerű húsfagyasztót és új szalámiérlelőket helyeztek üzembe. 1984-ben a városszéli, új gyárban félmilliárd forintos sertéstisztító technológiai sort, új marhavágósort és bélfeldolgozó-üzemet építettek, a nyugati vevők fokozott higiéniai igényeinek megfelelően.
A rendszerváltás után a céget privatizálták, 1992-ben a cég részvénytársasággá alakult át, terjeszkedésbe fogott más húsipari vállalkozások felvásárlásával, a HERZ Szalámigyárat is megvették 1994-ben. 1995-ben az alapító örökösei elvesztették név- és védjegyhasználati perüket. Az ezredforduló tájékán Csányi Sándor bankvezér érdekeltségi körébe került. Jelenlegi nevét 2005 óta viseli.
A cég fontos munkaadó Szegeden, két Hungarikum-címet is elnyert a PICK Téliszalámi valamint a HERZ Classic Téliszalámi révén.
A Bonafarm Csoport tagjaként a Pick Szeged Zrt. Magyarország és Közép-Európa egyik legnagyobb élelmiszeripari vállalata. 2013-ban éves árbevétele közel 70 milliárd magyar forint volt, exportja meghaladta a 60 millió eurót. Közel 2200 főt foglalkoztat Szegeden, Baján és Alsómocsoládon lévő telephelyein. Kiváló minőségű termékeit 35 országban, több mint 200 üzletlánc polcain találhatják meg a fogyasztók.

## Múzeuma
Az alapítás 130. évfordulója tiszteletére 1999-től a Felső Tisza-parti Pick Szalámi és Szegedi Paprika Múzeum nyílt, bemutatva a gyár történetét. (A múzeum 2018. december 23-tól felújítási munkálatok miatt tartósan zárva tart.)

## Érdekesség
Sportszponzori tevékenysége is jelentős (például a Pick Szeged NB I-es férfi kézilabdacsapat névadója). A 2008-as Formula–1 spanyol nagydíjon egyfutamos szerződést kötött a McLaren csapatával.